# نیکولای پیساروف
نیکولای پیساروف (روسی: Николай Николаевич Писарев؛ زادهٔ ۲۳ نوامبر ۱۹۶۸) بازیکن سابق فوتبال و سرمربی فوتبال اهل روسیه است. او سرمربی کراسنودار-۲ و کمک مربی تیم ملی فوتبال روسیه است.
وی همچنین در تیم ملی فوتبال روسیه بازی کرده‌است.